# Sempre nel mio cuore (film 1942)
Sempre nel mio cuore (Always in My Heart) è un film del 1942, diretto dal regista Jo Graham.